# Tirreno-Adriático 2012
La 47.ª edición de la Tirreno-Adriático se disputó entre el 7 y el 13 de marzo de 2012. La carrera empezó en San Vincenzo y finalizó en San Benedetto del Tronto, después de recorrer 1062,2 km en 7 etapas.
Perteneció al UCI WorldTour 2011.
El ganador final fue Vincenzo Nibali (que además se hizo con la etapa reina y la clasificación por puntos). Le acompañaron en el podio Chris Horner y Roman Kreuziger, respectivamente.
En las otras clasificaciones secundarias se impusieron Stefano Pirazzi (montaña), Wout Poels (jóvenes) y Ag2r La Mondiale (equipos).

## Equipos participantes
Tomaron parte en la carrera 22 equipos: los 18 de categoría UCI ProTeam (al ser obligada su participación); más 4 de categoría Profesional Continental mediante invitación de la organización (Acqua & Sapone, Colombia-Coldeportes, Colnago-CSF Inox y Farnese Vini-Neri Sottoli). Formando así un pelotón de 176 ciclistas, con 8 corredores cada equipo, de los que acabaron 143 con 142 clasificados tras las desclasificación de Alex Rasmussen por saltarse varios controles antidopaje durante la temporada. Los equipos participantes fueron:
| ProTeams (18)- AG2R La Mondiale - Astana - BMC Racing Team - Euskaltel-Euskadi - FDJ-BigMat - Garmin-Barracuda - Katusha Team - Lampre-ISD - Liquigas-Cannondale - Lotto-Belisol - Movistar Team - Omega Pharma-Quick Step - GreenEDGE - Rabobank - RadioShack-Nissan - Saxo Bank - Sky - Vacansoleil - DCM Equipos continentales profesionales (4)- Acqua & Sapone (wielerploeg) - Colnago-CSF Inox - Colombia-Coldeportes - Farnese Vini-Selle Italia |
| |

## Etapas
| Etapa     | Fecha     | Recorrido                                           | type                     | Distancia (km) | Ganador              | Líder           |
| --------- | --------- | --------------------------------------------------- | ------------------------ | -------------- | -------------------- | --------------- |
| 1.ª etapa | 7 de mar  | San Vincenzo – Castagneto Carducci                  | contrarreloj por equipos | 16,9           | GreenEDGE            | Matthew Goss    |
| 2.ª etapa | 8 de mar  | San Vincenzo – Arezzo                               | etapa escarpada          | 230            | Mark Cavendish       | Matthew Goss    |
| 3.ª etapa | 9 de mar  | Arezzo – Terni                                      | etapa llana              | 178            | Edvald Boasson Hagen | Matthew Goss    |
| 4.ª etapa | 10 de mar | Amelia – Chieti                                     | etapa de media montaña   | 252            | Peter Sagan          | Chris Horner    |
| 5.ª etapa | 11 de mar | Martinsicuro – Prati di Tivo                        | etapa de montaña         | 196            | Vincenzo Nibali      | Chris Horner    |
| 6.ª etapa | 12 de mar | Offida – Offida                                     | etapa escarpada          | 181            | Joaquim Rodríguez    | Chris Horner    |
| 7.ª etapa | 13 de mar | San Benedetto del Tronto – San Benedetto del Tronto | contrarreloj individual  | 9,3            | Fabian Cancellara    | Vincenzo Nibali |

## Desarrollo de la carrera

### Etapa 1
| San Vincenzo - Castagneto Carducci | contrarreloj por equipos | (16,9 km) |

| \| Clasificación de la etapa \| Clasificación de la etapa \| Clasificación de la etapa \| Clasificación de la etapa \| Clasificación de la etapa \| Clasificación de la etapa \| \| Equipo \| Equipo \| Tiempo \| Diferencia \| Promedio \| \| \| ------------------------- \| ---------------------------- \| ------------------------- \| ------------------------- \| ------------------------- \| ------------------------- \| \| 1.º \| GreenEDGE \| 18 min 41 s \| 18 min 41 s \| 54.273 km/h \| \| \| 2.º \| RadioShack-Nissan \| 18 min 58 s \| + 17 s \| 53.462 km/h \| \| \| 3.º \| Garmin-Barracuda \| 18 min 58 s \| + 17 s \| 53.462 km/h \| \| \| 4.º \| Sky \| 19 min 04 s \| + 23 s \| 53.182 km/h \| \| \| 5.º \| Astana \| 19 min 11 s \| + 30 s \| 52.858 km/h \| \| \| 6.º \| Saxo Bank \| 19 min 19 s \| + 38 s \| 52.494 km/h \| \| \| 7.º \| Acqua & Sapone (wielerploeg) \| 19 min 20 s \| + 39 s \| 52.448 km/h \| \| \| 8.º \| Katusha Team \| 19 min 21 s \| + 40 s \| 52.403 km/h \| \| \| 9.º \| AG2R La Mondiale \| 19 min 24 s \| + 43 s \| 52.268 km/h \| \| \| 10.º \| Lotto-Belisol \| 19 min 26 s \| + 45 s \| 52.178 km/h \| \| |                              |             |             |             |
| |                              |             |             |             |
| |                              |             |             |             |
| Clasificación de la etapa |                              |             |             |             |
| Equipo | Equipo                       | Tiempo      | Diferencia  | Promedio    |
| 1.º | GreenEDGE                    | 18 min 41 s | 18 min 41 s | 54.273 km/h |
| 2.º | RadioShack-Nissan            | 18 min 58 s | + 17 s      | 53.462 km/h |
| 3.º | Garmin-Barracuda             | 18 min 58 s | + 17 s      | 53.462 km/h |
| 4.º | Sky                          | 19 min 04 s | + 23 s      | 53.182 km/h |
| 5.º | Astana                       | 19 min 11 s | + 30 s      | 52.858 km/h |
| 6.º | Saxo Bank                    | 19 min 19 s | + 38 s      | 52.494 km/h |
| 7.º | Acqua & Sapone (wielerploeg) | 19 min 20 s | + 39 s      | 52.448 km/h |
| 8.º | Katusha Team                 | 19 min 21 s | + 40 s      | 52.403 km/h |
| 9.º | AG2R La Mondiale             | 19 min 24 s | + 43 s      | 52.268 km/h |
| 10.º | Lotto-Belisol                | 19 min 26 s | + 45 s      | 52.178 km/h |

| \| Clasificación general \| Clasificación general \| Clasificación general \| Clasificación general \| Clasificación general \| \| Ciclista \| Ciclista \| Equipo \| Tiempo \| \| \| --------------------- \| --------------------- \| --------------------- \| --------------------- \| --------------------- \| \| 1.º \| Matthew Goss \| GreenEDGE Cycling \| 18 min 41 s \| \| \| 2.º \| Svein Tuft \| GreenEDGE Cycling \| + 0 s \| \| \| 3.º \| Sebastian Langeveld \| GreenEDGE Cycling \| + 0 s \| \| \| 4.º \| Stuart O'Grady \| GreenEDGE Cycling \| + 0 s \| \| \| 5.º \| Cameron Meyer \| GreenEDGE Cycling \| + 0 s \| \| \| 6.º \| Baden Cooke \| GreenEDGE Cycling \| + 5 s \| \| \| 7.º \| Daniele Bennati \| RadioShack-Nissan \| + 17 s \| \| \| 8.º \| Fabian Cancellara \| RadioShack-Nissan \| + 17 s \| \| \| 9.º \| Hayden Roulston \| RadioShack-Nissan \| + 17 s \| \| \| 10.º \| Tony Gallopin \| RadioShack-Nissan \| + 17 s \| \| |                     |                   |             |
| |                     |                   |             |
| |                     |                   |             |
| Clasificación general |                     |                   |             |
| Ciclista | Ciclista            | Equipo            | Tiempo      |
| 1.º | Matthew Goss        | GreenEDGE Cycling | 18 min 41 s |
| 2.º | Svein Tuft          | GreenEDGE Cycling | + 0 s       |
| 3.º | Sebastian Langeveld | GreenEDGE Cycling | + 0 s       |
| 4.º | Stuart O'Grady      | GreenEDGE Cycling | + 0 s       |
| 5.º | Cameron Meyer       | GreenEDGE Cycling | + 0 s       |
| 6.º | Baden Cooke         | GreenEDGE Cycling | + 5 s       |
| 7.º | Daniele Bennati     | RadioShack-Nissan | + 17 s      |
| 8.º | Fabian Cancellara   | RadioShack-Nissan | + 17 s      |
| 9.º | Hayden Roulston     | RadioShack-Nissan | + 17 s      |
| 10.º | Tony Gallopin       | RadioShack-Nissan | + 17 s      |

### Etapa 2
| San Vincenzo - Arezzo | etapa escarpada | (230 km) |

| \| Clasificación de la etapa \| Clasificación de la etapa \| Clasificación de la etapa \| Clasificación de la etapa \| Clasificación de la etapa \| \| Ciclista \| Ciclista \| Equipo \| Tiempo \| \| \| ------------------------- \| ------------------------- \| ------------------------- \| ------------------------- \| ------------------------- \| \| 1.º \| Mark Cavendish \| Team Sky \| 6 h 32 min 32 s \| \| \| 2.º \| Óscar Freire \| Katusha \| + 0 s \| \| \| 3.º \| Tyler Farrar \| Garmin-Barracuda \| + 0 s \| \| \| 4.º \| Peter Sagan \| Liquigas-Cannondale \| + 0 s \| \| \| 5.º \| Sacha Modolo \| Colnago-CSF Inox \| + 0 s \| \| \| 6.º \| Kenny van Hummel \| Vacansoleil-DCM \| + 0 s \| \| \| 7.º \| Danilo Napolitano \| Acqua & Sapone \| + 0 s \| \| \| 8.º \| Borut Božič \| Astana \| + 0 s \| \| \| 9.º \| William Bonnet \| FDJ-BigMat \| + 0 s \| \| \| 10.º \| Rubén Pérez Moreno \| Euskaltel-Euskadi \| + 0 s \| \| |                    |                     |                 |
| |                    |                     |                 |
| |                    |                     |                 |
| Clasificación de la etapa |                    |                     |                 |
| Ciclista | Ciclista           | Equipo              | Tiempo          |
| 1.º | Mark Cavendish     | Team Sky            | 6 h 32 min 32 s |
| 2.º | Óscar Freire       | Katusha             | + 0 s           |
| 3.º | Tyler Farrar       | Garmin-Barracuda    | + 0 s           |
| 4.º | Peter Sagan        | Liquigas-Cannondale | + 0 s           |
| 5.º | Sacha Modolo       | Colnago-CSF Inox    | + 0 s           |
| 6.º | Kenny van Hummel   | Vacansoleil-DCM     | + 0 s           |
| 7.º | Danilo Napolitano  | Acqua & Sapone      | + 0 s           |
| 8.º | Borut Božič        | Astana              | + 0 s           |
| 9.º | William Bonnet     | FDJ-BigMat          | + 0 s           |
| 10.º | Rubén Pérez Moreno | Euskaltel-Euskadi   | + 0 s           |

| \| Clasificación general \| Clasificación general \| Clasificación general \| Clasificación general \| Clasificación general \| \| Ciclista \| Ciclista \| Equipo \| Tiempo \| \| \| --------------------- \| --------------------- \| --------------------- \| --------------------- \| --------------------- \| \| 1.º \| Matthew Goss \| GreenEDGE Cycling \| 6 h 51 min 13 s \| \| \| 2.º \| Stuart O'Grady \| GreenEDGE Cycling \| + 0 s \| \| \| 3.º \| Sebastian Langeveld \| GreenEDGE Cycling \| + 0 s \| \| \| 4.º \| Cameron Meyer \| GreenEDGE Cycling \| + 0 s \| \| \| 5.º \| Mark Cavendish \| Team Sky \| + 13 s \| \| \| 6.º \| Tyler Farrar \| Garmin-Barracuda \| + 13 s \| \| \| 7.º \| Daniele Bennati \| RadioShack-Nissan \| + 17 s \| \| \| 8.º \| Chris Horner \| RadioShack-Nissan \| + 17 s \| \| \| 9.º \| Fabian Cancellara \| RadioShack-Nissan \| + 17 s \| \| \| 10.º \| Ramūnas Navardauskas \| Garmin-Barracuda \| + 17 s \| \| |                      |                   |                 |
| |                      |                   |                 |
| |                      |                   |                 |
| Clasificación general |                      |                   |                 |
| Ciclista | Ciclista             | Equipo            | Tiempo          |
| 1.º | Matthew Goss         | GreenEDGE Cycling | 6 h 51 min 13 s |
| 2.º | Stuart O'Grady       | GreenEDGE Cycling | + 0 s           |
| 3.º | Sebastian Langeveld  | GreenEDGE Cycling | + 0 s           |
| 4.º | Cameron Meyer        | GreenEDGE Cycling | + 0 s           |
| 5.º | Mark Cavendish       | Team Sky          | + 13 s          |
| 6.º | Tyler Farrar         | Garmin-Barracuda  | + 13 s          |
| 7.º | Daniele Bennati      | RadioShack-Nissan | + 17 s          |
| 8.º | Chris Horner         | RadioShack-Nissan | + 17 s          |
| 9.º | Fabian Cancellara    | RadioShack-Nissan | + 17 s          |
| 10.º | Ramūnas Navardauskas | Garmin-Barracuda  | + 17 s          |

### Etapa 3
| Arezzo - Terni | etapa llana | (178 km) |

| \| Clasificación de la etapa \| Clasificación de la etapa \| Clasificación de la etapa \| Clasificación de la etapa \| Clasificación de la etapa \| \| Ciclista \| Ciclista \| Equipo \| Tiempo \| \| \| ------------------------- \| ------------------------- \| ------------------------- \| ------------------------- \| ------------------------- \| \| 1.º \| Edvald Boasson Hagen \| Team Sky \| 4 h 45 min 31 s \| \| \| 2.º \| André Greipel \| Lotto-Belisol \| + 0 s \| \| \| 3.º \| Peter Sagan \| Liquigas-Cannondale \| + 0 s \| \| \| 4.º \| Tyler Farrar \| Garmin-Barracuda \| + 0 s \| \| \| 5.º \| Manuel Belletti \| AG2R La Mondiale \| + 0 s \| \| \| 6.º \| Matthew Goss \| GreenEDGE Cycling \| + 0 s \| \| \| 7.º \| Kenny van Hummel \| Vacansoleil-DCM \| + 0 s \| \| \| 8.º \| Fran Ventoso \| Movistar Team \| + 0 s \| \| \| 9.º \| Elia Favilli \| Farnese Vini-Selle Italia \| + 0 s \| \| \| 10.º \| Wout Poels \| Vacansoleil-DCM \| + 3 s \| \| |                      |                           |                 |
| |                      |                           |                 |
| |                      |                           |                 |
| Clasificación de la etapa |                      |                           |                 |
| Ciclista | Ciclista             | Equipo                    | Tiempo          |
| 1.º | Edvald Boasson Hagen | Team Sky                  | 4 h 45 min 31 s |
| 2.º | André Greipel        | Lotto-Belisol             | + 0 s           |
| 3.º | Peter Sagan          | Liquigas-Cannondale       | + 0 s           |
| 4.º | Tyler Farrar         | Garmin-Barracuda          | + 0 s           |
| 5.º | Manuel Belletti      | AG2R La Mondiale          | + 0 s           |
| 6.º | Matthew Goss         | GreenEDGE Cycling         | + 0 s           |
| 7.º | Kenny van Hummel     | Vacansoleil-DCM           | + 0 s           |
| 8.º | Fran Ventoso         | Movistar Team             | + 0 s           |
| 9.º | Elia Favilli         | Farnese Vini-Selle Italia | + 0 s           |
| 10.º | Wout Poels           | Vacansoleil-DCM           | + 3 s           |

| \| Clasificación general \| Clasificación general \| Clasificación general \| Clasificación general \| Clasificación general \| \| Ciclista \| Ciclista \| Equipo \| Tiempo \| \| \| --------------------- \| --------------------- \| --------------------- \| --------------------- \| --------------------- \| \| 1.º \| Matthew Goss \| GreenEDGE Cycling \| 11 h 36 min 44 s \| \| \| 2.º \| Stuart O'Grady \| GreenEDGE Cycling \| + 3 s \| \| \| 3.º \| Cameron Meyer \| GreenEDGE Cycling \| + 3 s \| \| \| 4.º \| Sebastian Langeveld \| GreenEDGE Cycling \| + 3 s \| \| \| 5.º \| Tyler Farrar \| Garmin-Barracuda \| + 13 s \| \| \| 6.º \| Edvald Boasson Hagen \| Team Sky \| + 13 s \| \| \| 7.º \| Mark Cavendish \| Team Sky \| + 14 s \| \| \| 8.º \| Chris Horner \| RadioShack-Nissan \| + 20 s \| \| \| 9.º \| Daniele Bennati \| RadioShack-Nissan \| + 20 s \| \| \| 10.º \| Fabian Cancellara \| RadioShack-Nissan \| + 20 s \| \| |                      |                   |                  |
| |                      |                   |                  |
| |                      |                   |                  |
| Clasificación general |                      |                   |                  |
| Ciclista | Ciclista             | Equipo            | Tiempo           |
| 1.º | Matthew Goss         | GreenEDGE Cycling | 11 h 36 min 44 s |
| 2.º | Stuart O'Grady       | GreenEDGE Cycling | + 3 s            |
| 3.º | Cameron Meyer        | GreenEDGE Cycling | + 3 s            |
| 4.º | Sebastian Langeveld  | GreenEDGE Cycling | + 3 s            |
| 5.º | Tyler Farrar         | Garmin-Barracuda  | + 13 s           |
| 6.º | Edvald Boasson Hagen | Team Sky          | + 13 s           |
| 7.º | Mark Cavendish       | Team Sky          | + 14 s           |
| 8.º | Chris Horner         | RadioShack-Nissan | + 20 s           |
| 9.º | Daniele Bennati      | RadioShack-Nissan | + 20 s           |
| 10.º | Fabian Cancellara    | RadioShack-Nissan | + 20 s           |

### Etapa 4
| Amelia - Chieti | etapa de media montaña | (252 km) |

| \| Clasificación de la etapa \| Clasificación de la etapa \| Clasificación de la etapa \| Clasificación de la etapa \| Clasificación de la etapa \| \| Ciclista \| Ciclista \| Equipo \| Tiempo \| \| \| ------------------------- \| ------------------------- \| ------------------------- \| ------------------------- \| ------------------------- \| \| 1.º \| Peter Sagan \| Liquigas-Cannondale \| 7 h 24 min 50 s \| \| \| 2.º \| Roman Kreuziger \| Astana \| + 0 s \| \| \| 3.º \| Vincenzo Nibali \| Liquigas-Cannondale \| + 0 s \| \| \| 4.º \| Danilo Di Luca \| Acqua & Sapone \| + 0 s \| \| \| 5.º \| Chris Horner \| RadioShack-Nissan \| + 0 s \| \| \| 6.º \| Johnny Hoogerland \| Vacansoleil-DCM \| + 8 s \| \| \| 7.º \| Rinaldo Nocentini \| AG2R La Mondiale \| + 10 s \| \| \| 8.º \| Cadel Evans \| BMC Racing Team \| + 12 s \| \| \| 9.º \| Michele Scarponi \| Lampre-ISD \| + 12 s \| \| \| 10.º \| Joaquim Rodríguez \| Katusha \| + 12 s \| \| |                   |                     |                 |
| |                   |                     |                 |
| |                   |                     |                 |
| Clasificación de la etapa |                   |                     |                 |
| Ciclista | Ciclista          | Equipo              | Tiempo          |
| 1.º | Peter Sagan       | Liquigas-Cannondale | 7 h 24 min 50 s |
| 2.º | Roman Kreuziger   | Astana              | + 0 s           |
| 3.º | Vincenzo Nibali   | Liquigas-Cannondale | + 0 s           |
| 4.º | Danilo Di Luca    | Acqua & Sapone      | + 0 s           |
| 5.º | Chris Horner      | RadioShack-Nissan   | + 0 s           |
| 6.º | Johnny Hoogerland | Vacansoleil-DCM     | + 8 s           |
| 7.º | Rinaldo Nocentini | AG2R La Mondiale    | + 10 s          |
| 8.º | Cadel Evans       | BMC Racing Team     | + 12 s          |
| 9.º | Michele Scarponi  | Lampre-ISD          | + 12 s          |
| 10.º | Joaquim Rodríguez | Katusha             | + 12 s          |

| \| Clasificación general \| Clasificación general \| Clasificación general \| Clasificación general \| Clasificación general \| \| Ciclista \| Ciclista \| Equipo \| Tiempo \| \| \| --------------------- \| --------------------- \| --------------------- \| --------------------- \| --------------------- \| \| 1.º \| Chris Horner \| RadioShack-Nissan \| 19 h 01 min 54 s \| \| \| 2.º \| Roman Kreuziger \| Astana \| + 7 s \| \| \| 3.º \| Cameron Meyer \| GreenEDGE Cycling \| + 13 s \| \| \| 4.º \| Peter Sagan \| Liquigas-Cannondale \| + 21 s \| \| \| 5.º \| Danilo Di Luca \| Acqua & Sapone \| + 22 s \| \| \| 6.º \| Fabian Cancellara \| RadioShack-Nissan \| + 30 s \| \| \| 7.º \| Paolo Tiralongo \| Astana \| + 32 s \| \| \| 8.º \| Vincenzo Nibali \| Liquigas-Cannondale \| + 34 s \| \| \| 9.º \| Joaquim Rodríguez \| Katusha \| + 35 s \| \| \| 10.º \| Rinaldo Nocentini \| AG2R La Mondiale \| + 36 s \| \| |                   |                     |                  |
| |                   |                     |                  |
| |                   |                     |                  |
| Clasificación general |                   |                     |                  |
| Ciclista | Ciclista          | Equipo              | Tiempo           |
| 1.º | Chris Horner      | RadioShack-Nissan   | 19 h 01 min 54 s |
| 2.º | Roman Kreuziger   | Astana              | + 7 s            |
| 3.º | Cameron Meyer     | GreenEDGE Cycling   | + 13 s           |
| 4.º | Peter Sagan       | Liquigas-Cannondale | + 21 s           |
| 5.º | Danilo Di Luca    | Acqua & Sapone      | + 22 s           |
| 6.º | Fabian Cancellara | RadioShack-Nissan   | + 30 s           |
| 7.º | Paolo Tiralongo   | Astana              | + 32 s           |
| 8.º | Vincenzo Nibali   | Liquigas-Cannondale | + 34 s           |
| 9.º | Joaquim Rodríguez | Katusha             | + 35 s           |
| 10.º | Rinaldo Nocentini | AG2R La Mondiale    | + 36 s           |

### Etapa 5
| Martinsicuro - Prati di Tivo | etapa de montaña | (196 km) |

| \| Clasificación de la etapa \| Clasificación de la etapa \| Clasificación de la etapa \| Clasificación de la etapa \| Clasificación de la etapa \| \| Ciclista \| Ciclista \| Equipo \| Tiempo \| \| \| ------------------------- \| ------------------------- \| ------------------------- \| ------------------------- \| ------------------------- \| \| 1.º \| Vincenzo Nibali \| Liquigas-Cannondale \| 5 h 46 min 33 s \| \| \| 2.º \| Roman Kreuziger \| Astana \| + 16 s \| \| \| 3.º \| Chris Horner \| RadioShack-Nissan \| + 16 s \| \| \| 4.º \| Johnny Hoogerland \| Vacansoleil-DCM \| + 18 s \| \| \| 5.º \| Michele Scarponi \| Lampre-ISD \| + 18 s \| \| \| 6.º \| Domenico Pozzovivo \| Colnago-CSF Inox \| + 18 s \| \| \| 7.º \| Rinaldo Nocentini \| AG2R La Mondiale \| + 23 s \| \| \| 8.º \| Joaquim Rodríguez \| Katusha \| + 37 s \| \| \| 9.º \| Christophe Riblon \| AG2R La Mondiale \| + 37 s \| \| \| 10.º \| Wout Poels \| Vacansoleil-DCM \| + 53 s \| \| |                    |                     |                 |
| |                    |                     |                 |
| |                    |                     |                 |
| Clasificación de la etapa |                    |                     |                 |
| Ciclista | Ciclista           | Equipo              | Tiempo          |
| 1.º | Vincenzo Nibali    | Liquigas-Cannondale | 5 h 46 min 33 s |
| 2.º | Roman Kreuziger    | Astana              | + 16 s          |
| 3.º | Chris Horner       | RadioShack-Nissan   | + 16 s          |
| 4.º | Johnny Hoogerland  | Vacansoleil-DCM     | + 18 s          |
| 5.º | Michele Scarponi   | Lampre-ISD          | + 18 s          |
| 6.º | Domenico Pozzovivo | Colnago-CSF Inox    | + 18 s          |
| 7.º | Rinaldo Nocentini  | AG2R La Mondiale    | + 23 s          |
| 8.º | Joaquim Rodríguez  | Katusha             | + 37 s          |
| 9.º | Christophe Riblon  | AG2R La Mondiale    | + 37 s          |
| 10.º | Wout Poels         | Vacansoleil-DCM     | + 53 s          |

| \| Clasificación general \| Clasificación general \| Clasificación general \| Clasificación general \| Clasificación general \| \| Ciclista \| Ciclista \| Equipo \| Tiempo \| \| \| --------------------- \| --------------------- \| --------------------- \| --------------------- \| --------------------- \| \| 1.º \| Chris Horner \| RadioShack-Nissan \| 24 h 48 min 39 s \| \| \| 2.º \| Roman Kreuziger \| Astana \| + 5 s \| \| \| 3.º \| Vincenzo Nibali \| Liquigas-Cannondale \| + 12 s \| \| \| 4.º \| Rinaldo Nocentini \| AG2R La Mondiale \| + 45 s \| \| \| 5.º \| Michele Scarponi \| Lampre-ISD \| + 47 s \| \| \| 6.º \| Johnny Hoogerland \| Vacansoleil-DCM \| + 48 s \| \| \| 7.º \| Joaquim Rodríguez \| Katusha \| + 1 min 00 s \| \| \| 8.º \| Christophe Riblon \| AG2R La Mondiale \| + 1 min 10 s \| \| \| 9.º \| Domenico Pozzovivo \| Colnago-CSF Inox \| + 1 min 17 s \| \| \| 10.º \| Cameron Meyer \| GreenEDGE Cycling \| + 1 min 23 s \| \| |                    |                     |                  |
| |                    |                     |                  |
| |                    |                     |                  |
| Clasificación general |                    |                     |                  |
| Ciclista | Ciclista           | Equipo              | Tiempo           |
| 1.º | Chris Horner       | RadioShack-Nissan   | 24 h 48 min 39 s |
| 2.º | Roman Kreuziger    | Astana              | + 5 s            |
| 3.º | Vincenzo Nibali    | Liquigas-Cannondale | + 12 s           |
| 4.º | Rinaldo Nocentini  | AG2R La Mondiale    | + 45 s           |
| 5.º | Michele Scarponi   | Lampre-ISD          | + 47 s           |
| 6.º | Johnny Hoogerland  | Vacansoleil-DCM     | + 48 s           |
| 7.º | Joaquim Rodríguez  | Katusha             | + 1 min 00 s     |
| 8.º | Christophe Riblon  | AG2R La Mondiale    | + 1 min 10 s     |
| 9.º | Domenico Pozzovivo | Colnago-CSF Inox    | + 1 min 17 s     |
| 10.º | Cameron Meyer      | GreenEDGE Cycling   | + 1 min 23 s     |

### Etapa 6
| Offida - Offida | etapa escarpada | (181 km) |

| \| Clasificación de la etapa \| Clasificación de la etapa \| Clasificación de la etapa \| Clasificación de la etapa \| Clasificación de la etapa \| \| Ciclista \| Ciclista \| Equipo \| Tiempo \| \| \| ------------------------- \| ------------------------- \| ------------------------- \| ------------------------- \| ------------------------- \| \| 1.º \| Joaquim Rodríguez \| Katusha \| 4 h 38 min 27 s \| \| \| 2.º \| Vincenzo Nibali \| Liquigas-Cannondale \| + 0 s \| \| \| 3.º \| Danilo Di Luca \| Acqua & Sapone \| + 0 s \| \| \| 4.º \| Chris Horner \| RadioShack-Nissan \| + 0 s \| \| \| 5.º \| Rinaldo Nocentini \| AG2R La Mondiale \| + 0 s \| \| \| 6.º \| Wout Poels \| Vacansoleil-DCM \| + 0 s \| \| \| 7.º \| Roman Kreuziger \| Astana \| + 0 s \| \| \| 8.º \| Oscar Gatto \| Farnese Vini-Selle Italia \| + 0 s \| \| \| 9.º \| Michele Scarponi \| Lampre-ISD \| + 0 s \| \| \| 10.º \| Johnny Hoogerland \| Vacansoleil-DCM \| + 0 s \| \| |                   |                           |                 |
| |                   |                           |                 |
| |                   |                           |                 |
| Clasificación de la etapa |                   |                           |                 |
| Ciclista | Ciclista          | Equipo                    | Tiempo          |
| 1.º | Joaquim Rodríguez | Katusha                   | 4 h 38 min 27 s |
| 2.º | Vincenzo Nibali   | Liquigas-Cannondale       | + 0 s           |
| 3.º | Danilo Di Luca    | Acqua & Sapone            | + 0 s           |
| 4.º | Chris Horner      | RadioShack-Nissan         | + 0 s           |
| 5.º | Rinaldo Nocentini | AG2R La Mondiale          | + 0 s           |
| 6.º | Wout Poels        | Vacansoleil-DCM           | + 0 s           |
| 7.º | Roman Kreuziger   | Astana                    | + 0 s           |
| 8.º | Oscar Gatto       | Farnese Vini-Selle Italia | + 0 s           |
| 9.º | Michele Scarponi  | Lampre-ISD                | + 0 s           |
| 10.º | Johnny Hoogerland | Vacansoleil-DCM           | + 0 s           |

| \| Clasificación general \| Clasificación general \| Clasificación general \| Clasificación general \| Clasificación general \| \| Ciclista \| Ciclista \| Equipo \| Tiempo \| \| \| --------------------- \| --------------------- \| --------------------- \| --------------------- \| --------------------- \| \| 1.º \| Chris Horner \| RadioShack-Nissan \| 29 h 27 min 06 s \| \| \| 2.º \| Roman Kreuziger \| Astana \| + 5 s \| \| \| 3.º \| Vincenzo Nibali \| Liquigas-Cannondale \| + 6 s \| \| \| 4.º \| Rinaldo Nocentini \| AG2R La Mondiale \| + 45 s \| \| \| 5.º \| Michele Scarponi \| Lampre-ISD \| + 47 s \| \| \| 6.º \| Johnny Hoogerland \| Vacansoleil-DCM \| + 48 s \| \| \| 7.º \| Joaquim Rodríguez \| Katusha \| + 50 s \| \| \| 8.º \| Christophe Riblon \| AG2R La Mondiale \| + 1 min 15 s \| \| \| 9.º \| Danilo Di Luca \| Acqua & Sapone \| + 1 min 21 s \| \| \| 10.º \| Domenico Pozzovivo \| Colnago-CSF Inox \| + 1 min 22 s \| \| |                    |                     |                  |
| |                    |                     |                  |
| |                    |                     |                  |
| Clasificación general |                    |                     |                  |
| Ciclista | Ciclista           | Equipo              | Tiempo           |
| 1.º | Chris Horner       | RadioShack-Nissan   | 29 h 27 min 06 s |
| 2.º | Roman Kreuziger    | Astana              | + 5 s            |
| 3.º | Vincenzo Nibali    | Liquigas-Cannondale | + 6 s            |
| 4.º | Rinaldo Nocentini  | AG2R La Mondiale    | + 45 s           |
| 5.º | Michele Scarponi   | Lampre-ISD          | + 47 s           |
| 6.º | Johnny Hoogerland  | Vacansoleil-DCM     | + 48 s           |
| 7.º | Joaquim Rodríguez  | Katusha             | + 50 s           |
| 8.º | Christophe Riblon  | AG2R La Mondiale    | + 1 min 15 s     |
| 9.º | Danilo Di Luca     | Acqua & Sapone      | + 1 min 21 s     |
| 10.º | Domenico Pozzovivo | Colnago-CSF Inox    | + 1 min 22 s     |

### Etapa 7
| San Benedetto del Tronto - San Benedetto del Tronto | contrarreloj individual | (9,3 km) |

| \| Clasificación de la etapa \| Clasificación de la etapa \| Clasificación de la etapa \| Clasificación de la etapa \| Clasificación de la etapa \| \| Ciclista \| Ciclista \| Equipo \| Tiempo \| \| \| ------------------------- \| ------------------------- \| ------------------------- \| ------------------------- \| ------------------------- \| \| 1.º \| Fabian Cancellara \| RadioShack-Nissan \| 10 min 36 s \| \| \| 2.º \| Daniele Bennati \| RadioShack-Nissan \| + 12 s \| \| \| 3.º \| Cameron Meyer \| GreenEDGE Cycling \| + 16 s \| \| \| 4.º \| Svein Tuft \| GreenEDGE Cycling \| + 16 s \| \| \| 5.º \| Manuele Boaro \| Saxo Bank \| + 16 s \| \| \| 6.º \| Hayden Roulston \| RadioShack-Nissan \| + 17 s \| \| \| 7.º \| Ian Stannard \| Team Sky \| + 18 s \| \| \| 8.º \| Peter Velits \| Omega Pharma-Quick Step \| + 20 s \| \| \| 9.º \| Vincenzo Nibali \| Liquigas-Cannondale \| + 20 s \| \| \| 10.º \| Marco Pinotti \| BMC Racing Team \| + 21 s \| \| |                   |                         |             |
| |                   |                         |             |
| |                   |                         |             |
| Clasificación de la etapa |                   |                         |             |
| Ciclista | Ciclista          | Equipo                  | Tiempo      |
| 1.º | Fabian Cancellara | RadioShack-Nissan       | 10 min 36 s |
| 2.º | Daniele Bennati   | RadioShack-Nissan       | + 12 s      |
| 3.º | Cameron Meyer     | GreenEDGE Cycling       | + 16 s      |
| 4.º | Svein Tuft        | GreenEDGE Cycling       | + 16 s      |
| 5.º | Manuele Boaro     | Saxo Bank               | + 16 s      |
| 6.º | Hayden Roulston   | RadioShack-Nissan       | + 17 s      |
| 7.º | Ian Stannard      | Team Sky                | + 18 s      |
| 8.º | Peter Velits      | Omega Pharma-Quick Step | + 20 s      |
| 9.º | Vincenzo Nibali   | Liquigas-Cannondale     | + 20 s      |
| 10.º | Marco Pinotti     | BMC Racing Team         | + 21 s      |

## Clasificaciones finales
- Las clasificaciones finalizaron de la siguiente forma:

### Clasificación general
| \| Clasificación general \| Clasificación general \| Clasificación general \| Clasificación general \| Clasificación general \| \| Ciclista \| Ciclista \| Equipo \| Tiempo \| \| \| --------------------- \| --------------------- \| --------------------- \| --------------------- \| --------------------- \| \| 1.º \| Vincenzo Nibali \| Liquigas-Cannondale \| 29 h 38 min 08 s \| \| \| 2.º \| Chris Horner \| RadioShack-Nissan \| + 14 s \| \| \| 3.º \| Roman Kreuziger \| Astana \| + 26 s \| \| \| 4.º \| Rinaldo Nocentini \| AG2R La Mondiale \| + 53 s \| \| \| 5.º \| Johnny Hoogerland \| Vacansoleil-DCM \| + 1 min 00 s \| \| \| 6.º \| Joaquim Rodríguez \| Katusha \| + 1 min 16 s \| \| \| 7.º \| Michele Scarponi \| Lampre-ISD \| + 1 min 16 s \| \| \| 8.º \| Wout Poels \| Vacansoleil-DCM \| + 1 min 25 s \| \| \| 9.º \| Christophe Riblon \| AG2R La Mondiale \| + 1 min 31 s \| \| \| 10.º \| Cameron Meyer \| GreenEDGE Cycling \| + 1 min 33 s \| \| |                   |                     |                  |
| |                   |                     |                  |
| Fuente: ProCyclingStats |                   |                     |                  |
| Clasificación general |                   |                     |                  |
| Ciclista | Ciclista          | Equipo              | Tiempo           |
| 1.º | Vincenzo Nibali   | Liquigas-Cannondale | 29 h 38 min 08 s |
| 2.º | Chris Horner      | RadioShack-Nissan   | + 14 s           |
| 3.º | Roman Kreuziger   | Astana              | + 26 s           |
| 4.º | Rinaldo Nocentini | AG2R La Mondiale    | + 53 s           |
| 5.º | Johnny Hoogerland | Vacansoleil-DCM     | + 1 min 00 s     |
| 6.º | Joaquim Rodríguez | Katusha             | + 1 min 16 s     |
| 7.º | Michele Scarponi  | Lampre-ISD          | + 1 min 16 s     |
| 8.º | Wout Poels        | Vacansoleil-DCM     | + 1 min 25 s     |
| 9.º | Christophe Riblon | AG2R La Mondiale    | + 1 min 31 s     |
| 10.º | Cameron Meyer     | GreenEDGE Cycling   | + 1 min 33 s     |

### Clasificación de los puntos
| Clasificación por puntos | Clasificación por puntos | Clasificación por puntos  | Clasificación por puntos | Clasificación por puntos |
| Ciclista                 | Ciclista                 | Equipo                    | Puntos                   |                          |
| ------------------------ | ------------------------ | ------------------------- | ------------------------ | ------------------------ |
| 1.º                      | Vincenzo Nibali          | Liquigas-Cannondale       | 32 pts                   |                          |
| 2.º                      | Peter Sagan              | Liquigas-Cannondale       | 27 pts                   |                          |
| 3.º                      | Roman Kreuziger          | Astana                    | 24 pts                   |                          |
| 4.º                      | Chris Horner             | RadioShack-Nissan         | 21 pts                   |                          |
| 5.º                      | Rinaldo Nocentini        | AG2R La Mondiale          | 17 pts                   |                          |
| 6.º                      | Joaquim Rodríguez        | Katusha                   | 16 pts                   |                          |
| 7.º                      | Danilo Di Luca           | Acqua & Sapone            | 15 pts                   |                          |
| 8.º                      | Tyler Farrar             | Garmin-Barracuda          | 15 pts                   |                          |
| 9.º                      | Manuele Boaro            | Saxo Bank                 | 14 pts                   |                          |
| 10.º                     | Diego Caccia             | Farnese Vini-Selle Italia | 13 pts                   |                          |

### Clasificación de la montaña
| Clasificación de la montaña | Clasificación de la montaña | Clasificación de la montaña | Clasificación de la montaña | Clasificación de la montaña |
| Ciclista                    | Ciclista                    | Equipo                      | Puntos                      |                             |
| --------------------------- | --------------------------- | --------------------------- | --------------------------- | --------------------------- |
| 1.º                         | Stefano Pirazzi             | Colnago-CSF Inox            | 24 pts                      |                             |
| 2.º                         | Egoi Martínez               | Euskaltel-Euskadi           | 9 pts                       |                             |
| 3.º                         | Kristof Goddaert            | AG2R La Mondiale            | 7 pts                       |                             |
| 4.º                         | Jarlinson Pantano           | Colombia-Coldeportes        | 6 pts                       |                             |
| 5.º                         | Diego Caccia                | Farnese Vini-Selle Italia   | 6 pts                       |                             |
| 6.º                         | Vincenzo Nibali             | Liquigas-Cannondale         | 5 pts                       |                             |
| 7.º                         | Beñat Intxausti             | Movistar Team               | 5 pts                       |                             |
| 8.º                         | Peter Sagan                 | Liquigas-Cannondale         | 5 pts                       |                             |
| 9.º                         | Carlos Betancur             | Acqua & Sapone              | 5 pts                       |                             |
| 10.º                        | Filippo Savini              | Colnago-CSF Inox            | 5 pts                       |                             |

### Clasificación de los jóvenes
| Clasificación del mejor joven | Clasificación del mejor joven | Clasificación del mejor joven | Clasificación del mejor joven | Clasificación del mejor joven |
| Ciclista                      | Ciclista                      | Equipo                        | Tiempo                        |                               |
| ----------------------------- | ----------------------------- | ----------------------------- | ----------------------------- | ----------------------------- |
| 1.º                           | Wout Poels                    | Vacansoleil-DCM               | 29 h 39 min 33 s              |                               |
| 2.º                           | Cameron Meyer                 | GreenEDGE Cycling             | + 8 s                         |                               |
| 3.º                           | Ion Izagirre                  | Euskaltel-Euskadi             | + 1 min 36 s                  |                               |
| 4.º                           | Steven Kruijswijk             | Rabobank                      | + 3 min 15 s                  |                               |
| 5.º                           | Gianluca Brambilla            | Colnago-CSF Inox              | + 3 min 44 s                  |                               |
| 6.º                           | Peter Sagan                   | Liquigas-Cannondale           | + 15 min 37 s                 |                               |
| 7.º                           | Carlos Betancur               | Acqua & Sapone                | + 15 min 54 s                 |                               |
| 8.º                           | Thibaut Pinot                 | FDJ-BigMat                    | + 18 min 21 s                 |                               |
| 9.º                           | Arthur Vichot                 | FDJ-BigMat                    | + 19 min 49 s                 |                               |
| 10.º                          | Enrico Battaglin              | Colnago-CSF Inox              | + 23 min 32 s                 |                               |

### Clasificación por equipos
| Clasificación por equipos | Clasificación por equipos | Clasificación por equipos | Clasificación por equipos |
| Equipo                    | Equipo                    | Tiempo                    |                           |
| ------------------------- | ------------------------- | ------------------------- | ------------------------- |
| 1.º                       | AG2R La Mondiale          | 88 h 22 min 03 s          |                           |
| 2.º                       | Katusha Team              | + 39 s                    |                           |
| 3.º                       | Astana                    | + 53 s                    |                           |
| 4.º                       | Vacansoleil - DCM         | + 3 min 31 s              |                           |
| 5.º                       | Colnago-CSF Inox          | + 5 min 01 s              |                           |

## Evolución de las clasificaciones
| Etapa (Vencedor)                    | Clasificación general | Clasificación por puntos | Clasificación de la montaña | Clasificación de los jóvenes | Clasificación por equipos |
| ----------------------------------- | --------------------- | ------------------------ | --------------------------- | ---------------------------- | ------------------------- |
| 1.ª etapa (CRE) (GreenEDGE)         | Matthew Goss          | no se entregó            | no se entregó               | Cameron Meyer                | GreenEDGE                 |
| 2.ª etapa (Mark Cavendish)          | Matthew Goss          | Mark Cavendish           | Stefano Pirazzi             | Cameron Meyer                | GreenEDGE                 |
| 3.ª etapa (Edvald Boasson Hagen)    | Matthew Goss          | Mark Cavendish           | Stefano Pirazzi             | Cameron Meyer                | GreenEDGE                 |
| 4.ª etapa (Peter Sagan)             | Chris Horner          | Peter Sagan              | Stefano Pirazzi             | Cameron Meyer                | Astana                    |
| 5.ª etapa (Vincenzo Nibali)         | Chris Horner          | Peter Sagan              | Stefano Pirazzi             | Cameron Meyer                | Katusha                   |
| 6.ª etapa (Joaquim Rodríguez)       | Chris Horner          | Vincenzo Nibali          | Stefano Pirazzi             | Wout Poels                   | Katusha                   |
| 7.ª etapa (CRI) (Fabian Cancellara) | Vincenzo Nibali       | Vincenzo Nibali          | Stefano Pirazzi             | Wout Poels                   | Ag2r                      |
| Final                               | Vincenzo Nibali       | Vincenzo Nibali          | Stefano Pirazzi             | Wout Poels                   | Ag2r                      |